# 蔣友梅
蔣友梅（1961年3月21日—），英籍華人、藝術歷史學者，中華民國前總統蔣經國長孫女 。

## 家族
籍貫浙江奉化（今宁波市奉化区），1961年3月21日，出生於臺灣省臺北市（現臺北市）。蔣介石長曾孫女，蔣經國長孫女。蒋孝文和蔣徐乃锦之女。以特立獨行、性格耿直、善發表自己見解著稱。在倫敦嫁給一位保險業主管、英国世家後代逸恩（英文名：Ian MacLellan）。1997年，生下女兒Zoe Maria Chiang MacLellan，女兒有四分之一的華人血統，八分之一的白俄羅斯血統，八分之一的日爾曼血統以及二分之一的英格蘭血統。常年定居英國。

## 早年經歷
雖然是蒋经国长子蒋孝文和蔣徐乃锦独生女，但年少時父母雙雙赴美國留學，故留給蔣經國和蔣方良撫養帶大。與蔣經國夫婦關係密切，頗受夫婦的寵愛。7歲時（1968年），父親蒋孝文開始長期臥病在床。是蔣經國最寵愛的孫女。
早年就讀於台北私立复兴小学、中學。小學時，得外號“没有奖”（梅友蔣），是名字英文倒裝的讀法。
1979年9月7日，宋美齡函電蔣經國：

「……密經國覽……南西及友梅均已晤面憶余八歲來美舉目無親一般滋味猶能體及南西為人幹練一切均有安排友梅玲瓏聰慧年已及笄再余深悉年青人之心理喜與年輕者為伍作伴又余向不願強人免生為難若友梅有需要余之眷顧照應隨時報知母九月七日」

1981年，20歲時，隻身一人赴英國留學，入讀肯特大學研修藝術歷史。

## 中年經歷
蔣友梅曾在英國銀行工作。喜愛繪畫，並曾有辦過畫展。並經常回台灣探訪，曾參與台灣口述史的錄著工作。

## 兩蔣日記
對兩蔣日記出版發表持保留意見，認為要取得蔣家繼承人一致承認方可公之於眾並出版。

## 軼事
資深記者鄭佩芬在其撰述的《近看兩蔣家事與國事：一九四五～一九八八軼事見聞錄》一書中提到蔣友梅的故事。在國外留學時她也會閱讀黨外雜誌，有次她去見蔣經國時，也帶了黨外雜誌去，並且問祖父：「您為台灣做這麼多事，他們為何要把我們全家都罵慘了？」蔣經國說：「怎麼會？」於是她就把黨外雜誌念給蔣經國聽，蔣孝武與隨扈在門外都聽見了，但沒人敢阻止。